# Pools handbalteam (vrouwen)
Het Poolse handbalteam is het nationale team van Polen voor vrouwen. Het team vertegenwoordigt de Związek Piłki Ręcznej w Polsce.

## Resultaten

### Olympische Spelen
| Olympische Spelen | Olympische Spelen   | Olympische Spelen   | Olympische Spelen   | Olympische Spelen   | Olympische Spelen   | Olympische Spelen   | Olympische Spelen   | Olympische Spelen   |
| Jaar (teams)      | Resultaat           | Wed                 | W                   | G                   | V                   | DV                  | DT                  | DS                  |
| ----------------- | ------------------- | ------------------- | ------------------- | ------------------- | ------------------- | ------------------- | ------------------- | ------------------- |
| 1976 (6)          | Niet gekwalificeerd | Niet gekwalificeerd | Niet gekwalificeerd | Niet gekwalificeerd | Niet gekwalificeerd | Niet gekwalificeerd | Niet gekwalificeerd | Niet gekwalificeerd |
| 1980 (6)          | Niet gekwalificeerd | Niet gekwalificeerd | Niet gekwalificeerd | Niet gekwalificeerd | Niet gekwalificeerd | Niet gekwalificeerd | Niet gekwalificeerd | Niet gekwalificeerd |
| 1984 (6)          | Niet gekwalificeerd | Niet gekwalificeerd | Niet gekwalificeerd | Niet gekwalificeerd | Niet gekwalificeerd | Niet gekwalificeerd | Niet gekwalificeerd | Niet gekwalificeerd |
| 1988 (8)          | Niet gekwalificeerd | Niet gekwalificeerd | Niet gekwalificeerd | Niet gekwalificeerd | Niet gekwalificeerd | Niet gekwalificeerd | Niet gekwalificeerd | Niet gekwalificeerd |
| 1992 (8)          | Niet gekwalificeerd | Niet gekwalificeerd | Niet gekwalificeerd | Niet gekwalificeerd | Niet gekwalificeerd | Niet gekwalificeerd | Niet gekwalificeerd | Niet gekwalificeerd |
| 1996 (8)          | Niet gekwalificeerd | Niet gekwalificeerd | Niet gekwalificeerd | Niet gekwalificeerd | Niet gekwalificeerd | Niet gekwalificeerd | Niet gekwalificeerd | Niet gekwalificeerd |
| 2000 (10)         | Niet gekwalificeerd | Niet gekwalificeerd | Niet gekwalificeerd | Niet gekwalificeerd | Niet gekwalificeerd | Niet gekwalificeerd | Niet gekwalificeerd | Niet gekwalificeerd |
| 2004 (10)         | Niet gekwalificeerd | Niet gekwalificeerd | Niet gekwalificeerd | Niet gekwalificeerd | Niet gekwalificeerd | Niet gekwalificeerd | Niet gekwalificeerd | Niet gekwalificeerd |
| 2008 (12)         | Niet gekwalificeerd | Niet gekwalificeerd | Niet gekwalificeerd | Niet gekwalificeerd | Niet gekwalificeerd | Niet gekwalificeerd | Niet gekwalificeerd | Niet gekwalificeerd |
| 2012 (12)         | Niet gekwalificeerd | Niet gekwalificeerd | Niet gekwalificeerd | Niet gekwalificeerd | Niet gekwalificeerd | Niet gekwalificeerd | Niet gekwalificeerd | Niet gekwalificeerd |
| 2016 (12)         | Niet gekwalificeerd | Niet gekwalificeerd | Niet gekwalificeerd | Niet gekwalificeerd | Niet gekwalificeerd | Niet gekwalificeerd | Niet gekwalificeerd | Niet gekwalificeerd |
| 2020 (12)         | Niet gekwalificeerd | Niet gekwalificeerd | Niet gekwalificeerd | Niet gekwalificeerd | Niet gekwalificeerd | Niet gekwalificeerd | Niet gekwalificeerd | Niet gekwalificeerd |
| Totaal            | 0/12                | 0                   | 0                   | 0                   | 0                   | 0                   | 0                   | 0                   |

 Kampioenen   Runners-up   Derde plaats   Vierde plaats

### Wereldkampioenschap
| Wereldkampioenschap | Wereldkampioenschap | Wereldkampioenschap | Wereldkampioenschap | Wereldkampioenschap | Wereldkampioenschap | Wereldkampioenschap | Wereldkampioenschap | Wereldkampioenschap |
| Jaar                | Resultaat           | Wed                 | W                   | G                   | V                   | DV                  | DT                  | DS                  |
| ------------------- | ------------------- | ------------------- | ------------------- | ------------------- | ------------------- | ------------------- | ------------------- | ------------------- |
| 1957                | 7de                 |                     |                     |                     |                     |                     |                     |                     |
| 1962                | 7de                 |                     |                     |                     |                     |                     |                     |                     |
| 1965                | 8ste                |                     |                     |                     |                     |                     |                     |                     |
| 1971                | Niet gekwalificeerd | Niet gekwalificeerd | Niet gekwalificeerd | Niet gekwalificeerd | Niet gekwalificeerd | Niet gekwalificeerd | Niet gekwalificeerd | Niet gekwalificeerd |
| 1973                | 5de                 |                     |                     |                     |                     |                     |                     |                     |
| 1975                | 7de                 |                     |                     |                     |                     |                     |                     |                     |
| 1978                | 6de                 |                     |                     |                     |                     |                     |                     |                     |
| 1982                | Niet gekwalificeerd | Niet gekwalificeerd | Niet gekwalificeerd | Niet gekwalificeerd | Niet gekwalificeerd | Niet gekwalificeerd | Niet gekwalificeerd | Niet gekwalificeerd |
| 1986                | 13de                |                     |                     |                     |                     |                     |                     |                     |
| 1990                | 9de                 |                     |                     |                     |                     |                     |                     |                     |
| 1993                | 10de                |                     |                     |                     |                     |                     |                     |                     |
| 1995                | Niet gekwalificeerd | Niet gekwalificeerd | Niet gekwalificeerd | Niet gekwalificeerd | Niet gekwalificeerd | Niet gekwalificeerd | Niet gekwalificeerd | Niet gekwalificeerd |
| 1997                | 8ste                |                     |                     |                     |                     |                     |                     |                     |
| 1999                | 11de                |                     |                     |                     |                     |                     |                     |                     |
| 2001                | Niet gekwalificeerd | Niet gekwalificeerd | Niet gekwalificeerd | Niet gekwalificeerd | Niet gekwalificeerd | Niet gekwalificeerd | Niet gekwalificeerd | Niet gekwalificeerd |
| 2003                | Niet gekwalificeerd | Niet gekwalificeerd | Niet gekwalificeerd | Niet gekwalificeerd | Niet gekwalificeerd | Niet gekwalificeerd | Niet gekwalificeerd | Niet gekwalificeerd |
| 2005                | 19de                |                     |                     |                     |                     |                     |                     |                     |
| 2007                | 11de                |                     |                     |                     |                     |                     |                     |                     |
| 2009                | Niet gekwalificeerd | Niet gekwalificeerd | Niet gekwalificeerd | Niet gekwalificeerd | Niet gekwalificeerd | Niet gekwalificeerd | Niet gekwalificeerd | Niet gekwalificeerd |
| 2011                | Niet gekwalificeerd | Niet gekwalificeerd | Niet gekwalificeerd | Niet gekwalificeerd | Niet gekwalificeerd | Niet gekwalificeerd | Niet gekwalificeerd | Niet gekwalificeerd |
| 2013                | 4de                 |                     |                     |                     |                     |                     |                     |                     |
| 2015                | 4de                 |                     |                     |                     |                     |                     |                     |                     |
| 2017                | 17de                |                     |                     |                     |                     |                     |                     |                     |
| 2019                | Niet gekwalificeerd | Niet gekwalificeerd | Niet gekwalificeerd | Niet gekwalificeerd | Niet gekwalificeerd | Niet gekwalificeerd | Niet gekwalificeerd | Niet gekwalificeerd |
| 2021                | 15de                |                     |                     |                     |                     |                     |                     |                     |
| Totaal              | 17/25               |                     |                     |                     |                     |                     |                     |                     |

 Kampioenen   Runners-up   Derde plaats   Vierde plaats

### Europees kampioenschap
| Europees kampioenschap | Europees kampioenschap | Europees kampioenschap | Europees kampioenschap | Europees kampioenschap | Europees kampioenschap | Europees kampioenschap | Europees kampioenschap | Europees kampioenschap | Europees kampioenschap |
| Jaar (teams)           | Resultaat              | Wed                    | W                      | G                      | V                      | DV                     | DT                     | DS                     | Kwal                   |
| ---------------------- | ---------------------- | ---------------------- | ---------------------- | ---------------------- | ---------------------- | ---------------------- | ---------------------- | ---------------------- | ---------------------- |
| 1994 (12)              | Niet gekwalificeerd    | Niet gekwalificeerd    | Niet gekwalificeerd    | Niet gekwalificeerd    | Niet gekwalificeerd    | Niet gekwalificeerd    | Niet gekwalificeerd    | Niet gekwalificeerd    | Niet gekwalificeerd    |
| 1996 (12)              | 11de                   | 6                      | 1                      | 0                      | 5                      | 137                    | 159                    | −22                    | (Kwal.)                |
| 1998 (12)              | 5de                    | 6                      | 4                      | 0                      | 2                      | 138                    | 133                    | +5                     | (Kwal.)                |
| 2000 (12)              | Niet gekwalificeerd    | Niet gekwalificeerd    | Niet gekwalificeerd    | Niet gekwalificeerd    | Niet gekwalificeerd    | Niet gekwalificeerd    | Niet gekwalificeerd    | Niet gekwalificeerd    | Niet gekwalificeerd    |
| 2002 (16)              | Niet gekwalificeerd    | Niet gekwalificeerd    | Niet gekwalificeerd    | Niet gekwalificeerd    | Niet gekwalificeerd    | Niet gekwalificeerd    | Niet gekwalificeerd    | Niet gekwalificeerd    | Niet gekwalificeerd    |
| 2004 (16)              | Niet gekwalificeerd    | Niet gekwalificeerd    | Niet gekwalificeerd    | Niet gekwalificeerd    | Niet gekwalificeerd    | Niet gekwalificeerd    | Niet gekwalificeerd    | Niet gekwalificeerd    | Niet gekwalificeerd    |
| 2006 (16)              | 8ste                   | 6                      | 3                      | 0                      | 3                      | 164                    | 186                    | −22                    | (Kwal.)                |
| 2008 (16)              | Niet gekwalificeerd    | Niet gekwalificeerd    | Niet gekwalificeerd    | Niet gekwalificeerd    | Niet gekwalificeerd    | Niet gekwalificeerd    | Niet gekwalificeerd    | Niet gekwalificeerd    | Niet gekwalificeerd    |
| 2010 (16)              | Niet gekwalificeerd    | Niet gekwalificeerd    | Niet gekwalificeerd    | Niet gekwalificeerd    | Niet gekwalificeerd    | Niet gekwalificeerd    | Niet gekwalificeerd    | Niet gekwalificeerd    | Niet gekwalificeerd    |
| 2012 (16)              | Niet gekwalificeerd    | Niet gekwalificeerd    | Niet gekwalificeerd    | Niet gekwalificeerd    | Niet gekwalificeerd    | Niet gekwalificeerd    | Niet gekwalificeerd    | Niet gekwalificeerd    | Niet gekwalificeerd    |
| 2014 (16)              | 11de                   | 6                      | 1                      | 0                      | 5                      | 136                    | 162                    | −26                    | (Kwal.)                |
| 2016 (16)              | 15de                   | 3                      | 0                      | 0                      | 3                      | 65                     | 84                     | −19                    | (Kwal.)                |
| 2018 (16)              | 14de                   | 3                      | 0                      | 0                      | 3                      | 69                     | 84                     | −15                    | (Kwal.)                |
| 2020 (16)              | 14de                   | 3                      | 0                      | 1                      | 2                      | 67                     | 84                     | −17                    | (Kwal.)                |
| 2022 (16)              | 13de                   | 3                      | 1                      | 0                      | 2                      | 68                     | 72                     | -4                     | (Kwal.)                |
| Totaal                 | 8/15                   | 36                     | 10                     | 1                      | 25                     | 844                    | 964                    | −120                   |                        |

 Kampioenen   Runners-up   Derde plaats   Vierde plaats

### Overige toernooien
- Carpathian Trophy 1984: 3de plaats
- Carpathian Trophy 1985: 2de plaats
- Carpathian Trophy 1988: 2de plaats
- GF World Cup 2006: 7de plaats
- Carpathian Trophy 2010: 2de plaats
- Carpathian Trophy 2017: Winnaar

## Team

### Coaching historie
| Periode      | Bondscoach           |
| ------------ | -------------------- |
| 1951 - 1953  | Antoni Szymański     |
| 1953 - 1956  | Tadeusz Breguła      |
| 1956 - 1959  | Władysław Stawiarski |
| 1960 - 1965  | Edward Surdyka       |
| 1966 - 1969  | Józef Zając          |
| 1969 - 1971  | Paweł Wiśniowski     |
| 1971 - 1973  | Leon Nosila          |
| 1973 - 1977  | Zygmunt Jakubik      |
| 1977 - 1979  | Mieczysław Kiegiel   |
| 1980 - 1982  | Tadeusz Wadych       |
| 1982 - 1986  | Bogdan Cybulski      |
| 1987 - 1994  | Jerzy Noszczak       |
| 1994 - 2000  | Jerzy Ciepliński     |
| 2000 - 2003  | Marek Karpiński      |
| 2003 - 2006  | Zygfryd Kuchta       |
| 2006         | Jerzy Ciepliński     |
| 2006 - 2008  | Zenon Łakomy         |
| 2008 - 2010  | Krzysztof Przybylski |
| 2010 - 2016  | Kim Rasmussen        |
| 2016 - 2019  | Leszek Krowicki      |
| 2019 - heden | Arne Senstad         |

### Belangrijke speelsters
Verschillende Servische speelsters zijn individueel onderscheiden op internationale toernooien, ofwel als "meest waardevolle speelster", topscoorder of als lid van het All-Star Team.
All-Star Team
- Sabina Soja (linkerhoek), Europees kampioenschap 1998